# Mario Rosso
Mario Rosso (Cuneo, 20 luglio 1948) è un politico italiano.